# Sigrid
Sigrid (auch Siegrid) ist ein weiblicher Vorname, der vor allem in Nordeuropa und Deutschland verbreitet ist.

## Herkunft und Bedeutung des Namens
Der Name stammt aus dem Altnordischen Sigríðr = Sigrfríðr; dabei bedeutet Sigr Sieg und fríðr schön, also „schöner Sieg“ oder auch „schöne Siegerin“.

## Namenstag
- 7. Januar
- 5. Mai (Gemahlin des Wendenfürstes Gottschalk)
- 3. August

## Varianten
| - Siga - Sigga - Siggi - Siggy - Sigi | - Sigri - Sigrit - Sigríður - Sigrun | - Siri - Siiri - Sisi - Zigrīda |

## Bekannte Namensträgerinnen
Einname:
- Sigrid die Stolze (um 965 – nach 1014), polnische Prinzessin aus dem Geschlecht der Piasten, später Königin von Schweden und Dänemark

Form Sigrid:
- Sigrid Agren (* 1991), französisches Model
- Sigrid Alegría (* 1974), chilenische Schauspielerin
- Sigrid Artmann (* 1966), deutsche Künstlerin, Kalligrafin, Autorin und Dozentin
- Sigrid Baringhorst (* 1957), deutsche Politikwissenschaftlerin
- Sigrid Beuting (* 1957), deutsche Künstlerin und Kunstvermittlerin
- Sigrid Bleymehl-Schley (* 1961), deutsche Badmintonspielerin
- Sigrid Brandstetter (* 1980), österreichische Sängerin, Schauspielerin und Autorin
- Sigrid Combüchen (* 1942), schwedische Schriftstellerin
- Sigrid Damm (* 1940), deutsche Literaturwissenschaftlerin
- Sigrid Damm-Rüger (1939–1995), deutsche Aktivistin und Feministin
- Sigrid Daub (1927–2020), deutsche Religionspädagogin und Übersetzerin
- Sigrid Deger-Jalkotzy (* 1940), österreichische Archäologin und Althistorikerin
- Sigrid Dušek (1937–2009), deutsche Prähistorikerin
- Sigrid Engeler (* 1950), deutsche Übersetzerin
- Sigrid Fick (1887–1979), schwedische Tennisspielerin
- Sigrid Fronius (* 1942), deutsche Autorin, Journalistin und Feministin
- Sigrid Göhler (* 1942), deutsche Schauspielerin
- Sigrid Gurie (1911–1969), norwegisch-amerikanische Schauspielerin.
- Sigrid Hjertén (1885–1948), schwedische Malerin des Expressionismus
- Sigrid Horn (* 1990), österreichische Liedermacherin
- Sigrid Hunke (1913–1999), deutsche Religionswissenschaftlerin und Germanistin
- Sigrid Jahns (* 1945), deutsche Historikerin
- Sigrid Kahle (1928–2013), schwedische Journalistin und Autorin
- Sigrid Lichtenberger (1923–2016), deutsche Schriftstellerin und Lyrikerin
- Sigrid Löffler (* 1942), österreichische Publizistin und Literaturkritikerin
- Sigrid Metken (1928–2016), deutsche Ethnologin und Volkskundlerin
- Sigrid Mratschek (* 1955), deutsche Althistorikerin
- Sigrid Neef (* 1944), deutsche Musik- und Theaterwissenschaftlerin
- Sigrid Neubert (1927–2018), deutsche Fotografin
- Sigrid Evelyn Nikutta (* 1969), deutsche Managerin (Berliner Verkehrsbetriebe)
- Sigrid Onégin (1889–1943), deutsche Opern- und Konzertsängerin (Alt)
- Sigrid Peyerimhoff (* 1937), deutsche theoretische Chemikerin
- Sigrid Quack (* 1958), deutsche Sozialwissenschaftlerin
- Sigrid Raabe (* 1996), norwegische Sängerin und Songwriterin
- Sigrid Ramge (* 1939), deutsche Schriftstellerin
- Sigrid Rykhus (* 1984), norwegische Telemark-Skiläuferin sowie Skicrosserin
- Sigrid Schmitt (* 1960), deutsche Historikerin
- Sigrid Maria Schnückel (* 1966), deutsche Schauspielerin
- Sigrid Schultz (1893–1980), US-amerikanische Journalistin
- Sigrid Sigurdsson (* 1943), deutsche Künstlerin
- Sigrid Sollund (* 1976), norwegische Journalistin und Autorin
- Sigrid Stray (1893–1978), norwegische Juristin und Frauenrechtsaktivistin
- Sigrid T’Hooft (* 1963), belgische Choreographin, Regisseurin und Musikwissenschaftlerin
- Sigrid Bonde Tusvik (* 1980), norwegische Komikerin und Autorin
- Sigrid Ulbricht (* 1958), deutsche Weitspringerin
- Sigrid Undset (1882–1949), norwegische Erzählerin und Nobelpreisträgerin
- Sigrid Valdis (1935–2007), US-amerikanische Schauspielerin
- Sigrid Warnicke (* 1937), deutsche Politikerin (SPD)
- Sigrid Weigel (* 1950), deutsche Literatur- und Kulturwissenschaftlerin
- Sigrid Wolf (* 1964), österreichische Skirennläuferin

Form Siegrid:
- Siegrid Ernst (1929–2022), deutsche Komponistin, Pianistin und Musikpädagogin
- Siegrid Hackenberg (1936–1980), deutsche Schauspielerin und Kabarettistin
- Siegrid Müller-Holtz (* 1948), deutsche bildende Künstlerin
- Siegrid Pallhuber (* 1970), italienische Biathletin
- Siegrid Tenor-Alschausky (* 1954), deutsche Politikerin (SPD)
- Siegrid Westphal (* 1963), deutsche Historikerin